# L'Assommoir
Pour les articles homonymes, voir L'Assommoir (homonymie).
L'Assommoir est un roman d'Émile Zola publié en feuilleton dès 1876 dans Le Bien public, puis dans La République des Lettres, avant sa sortie en livre en 1877 chez l'éditeur Georges Charpentier. C'est le septième volume de la série Les Rougon-Macquart. L'ouvrage est totalement consacré au monde ouvrier et, selon Zola, c'est « le premier roman sur le peuple, qui ne mente pas et qui ait l'odeur du peuple ». L'écrivain y restitue la langue et les mœurs des ouvriers, tout en décrivant les ravages causés par la misère et l'alcoolisme. À sa parution, l'ouvrage suscite de vives polémiques car il est jugé trop cru. Mais c'est ce naturalisme qui, cependant, provoque son succès, assurant à l'auteur fortune et célébrité.

## Présentation de l'œuvre

### Résumé
Gervaise Macquart, le personnage principal, une Provençale originaire de Plassans, boiteuse mais plutôt jolie, a suivi son amant, Auguste Lantier, à Paris, avec leurs deux enfants, Claude et Étienne Lantier. Très vite, Lantier, paresseux, infidèle et ne supportant pas de vivre dans la misère, quitte Gervaise et ses enfants pour s'enfuir avec Adèle, dont Gervaise bat la sœur Virginie au lavoir. Gervaise, travailleuse, reprend alors le métier de blanchisseuse qu'elle a appris à Plassans. Elle accepte d'épouser Coupeau, un ouvrier-zingueur auquel elle a fini par céder. Le bon cœur et la faiblesse sont des traits forts du caractère de Gervaise. Ils auront une fille, Anna Coupeau, dite Nana, héroïne éponyme d'un autre roman des Rougon-Macquart.
Gervaise et Coupeau travaillent dur, gagnant de quoi vivre avec un peu plus d'aisance tout en faisant des économies. La blanchisseuse rêve d'ouvrir sa propre boutique mais un accident la contraint à différer son projet : Coupeau tombe d'un toit sur lequel il travaillait. Quitte à y consacrer toutes les économies du ménage, Gervaise décide de soigner son mari à la maison plutôt que de le laisser partir à l'hôpital Lariboisière qui a triste réputation.
La convalescence de Coupeau est longue. Il garde une rancœur envers le travail, prend l'habitude de ne rien faire et commence à boire. Gervaise s'en accommode.
C'est auprès de leur voisin Goujet, un forgeron amoureux d'elle mais qui n'ose le lui avouer, que Gervaise trouve l'argent lui permettant d'ouvrir sa blanchisserie. Elle y acquiert très vite de l'aisance. Elle a plusieurs ouvrières : Mme Putois, Clémence et une apprentie, Augustine. Par un travail acharné, Gervaise parvient à nourrir tout son monde. Elle aime faire plaisir, elle invite à manger plutôt que de rembourser ses dettes.
Alors que Coupeau boit de plus en plus, d'abord du vin puis des eaux-de-vie, Gervaise compense par la nourriture et engraisse,. Elle rencontre Virginie, qui s'est mariée au policier Poisson.
La situation se détériore encore avec le retour de Lantier. Il réapparaît le soir d'un dîner au cours duquel Gervaise, pour sa fête, sert une oie à ses invités ; c'est le signe d'une certaine réussite qui rend jaloux les Lorilleux (Mme Lorilleux est la sœur de Coupeau), mais aussi la première étape de sa chute implacable. Coupeau accepte d'héberger Lantier, moyennant une pension que celui-ci ne paiera jamais. Les deux hommes mènent la belle vie, en parasites, mangeant et buvant tout ce que gagne Gervaise pendant que celle-ci s'épuise à la boutique. Ses dettes augmentent. Elle refuse de partir avec Goujet et, par lâcheté, laisse Lantier redevenir son amant. Coupeau boit de plus en plus. Gervaise voit son commerce péricliter. De déchéance en déchéance, elle doit le vendre au ménage Poisson, qui y ouvre une épicerie, et sombre progressivement dans la misère.
Elle perd l'estime de Goujet, se bat régulièrement avec Coupeau et, à son tour, commence à boire et perd progressivement toute habitude de travail. Coupeau, pris de crises de delirium tremens, fait périodiquement des séjours à Sainte-Anne. Nana fuit ce foyer et se prostitue. Pour survivre, Gervaise elle-même en vient à tenter de se prostituer. Lantier, en bon parasite, s'est installé chez les Poisson, l'épicerie qui a remplacé la boutique de Gervaise.
Gervaise voit mourir Coupeau à Sainte-Anne — les crises de delirium tremens de Coupeau sont un des moments forts du roman. Elle se retrouve pratiquement à la rue, réduite à la mendicité. Elle meurt victime de la faim et de la misère, dans un réduit situé sous l'escalier de l'immeuble. Personne ne la voit mourir et c'est l'odeur qui alerte les voisins.

### Personnages

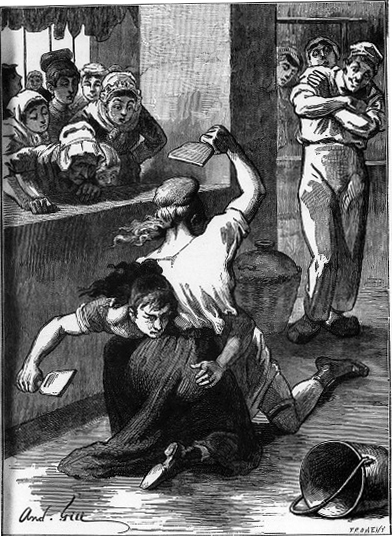
La scène du lavoir.

- Gervaise Macquart : elle est au centre du roman ; fille d'Antoine Macquart et Joséphine Gavaudan. Sa mère la met au régime de l'anisette dès son enfance. Gervaise s'habituera plus tard à boire avec elle, parfois jusqu'à l'ivresse[6] (La Fortune des Rougon). Elle est la sœur de la charcutière Lisa Quenu, mais cette dernière méprise Gervaise à cause de sa condition et les deux sœurs ne se voient jamais (Le Ventre de Paris). Gervaise est boiteuse de naissance ; travailleuse, elle a très bon cœur, quitte à en être faible voire lâche ; elle a horreur de faire de la peine aux gens ; « Elle était complaisante pour elle et pour les autres, tâchait uniquement d'arranger les choses de façon à ce que personne n'eût trop d'ennuis » (chapitre IX) ; au fil du roman, Gervaise est entraînée vers la paresse, la gourmandise et l'alcoolisme.
- Coupeau : ouvrier zingueur, honnête et travailleur au début du roman ; jusqu'à sa chute d'un toit, il reste sobre en souvenir de son père alcoolique ; sa rancœur envers le travail et la peur de remonter sur les toits le font sombrer dans l'ivrognerie et la paresse ; il devient la proie d'affreuses crises de delirium tremens ; il est interné sept fois à l'hôpital Sainte-Anne, où il meurt.
- Auguste Lantier : ouvrier tanneur puis chapelier, beau parleur, dépensier et infidèle ; père de Claude et Étienne ; après avoir dépensé l'héritage de sa mère[7] avec Gervaise, il l'abandonne, elle et ses enfants ; il a une mentalité de parasite ; il réapparaît au cours du roman et s'installe chez les Coupeau, puis, lorsque ceux-ci vendent la boutique, chez les Poisson, Virginie et son mari, qui ont racheté le commerce pour en faire une épicerie ; Lantier, vivant des femmes, fera en sorte, lorsque les Poisson seront à leur tour épuisés, qu'une tripière reprenne le magasin.
- Claude Lantier : fils aîné de Lantier et Gervaise ; au cours du roman, il est envoyé à Plassans chez un vieux monsieur, amateur de tableaux, qui, trouvant que Claude dessine bien, veut se charger de son éducation ; il était apparu dans Le Ventre de Paris et sera le héros de L'Œuvre.
- Étienne Lantier : second fils de Lantier et Gervaise ; il travaille à la forge avec Goujet, puis part à Lille chez un mécanicien ; il deviendra par la suite le héros de Germinal.
- Anna Coupeau, dite « Nana » (héroïne du roman éponyme) : fille de Coupeau et Gervaise ; enfant, passant avec sa mère voir son père sur un chantier, elle l'appelle et il tombe du toit ; grandissant, elle règne sur les galopins du quartier ; elle quitte la maison au cours du roman ; manquant d’argent pour élever son fils Louiset qu’elle a eu à l’âge de seize ans, elle se prostitue et fait des passes pour arrondir ses fins de mois ; elle se fait ensuite entretenir par des amants, à travers le parcours d’une courtisane dont les charmes vont affoler jusqu'aux plus hauts dignitaires du Second Empire.
- Goujet : voisin de Gervaise et Coupeau après leur mariage ; il vit avec sa mère ; il est forgeron, d'une force impressionnante ; sobre et économe, il est secrètement amoureux de Gervaise ; avec sa mère, il prête à Gervaise la somme nécessaire pour ouvrir la blanchisserie ; elle ne parviendra jamais à les rembourser ; Goujet travaille avec noblesse, soigne son travail ; c'est le type même du bon ouvrier.
- Les Lorilleux : sœur et beau-frère de Coupeau ; ouvriers bijoutiers en chambre, ils fabriquent des chaînettes d'or ; leur logis est crasseux ; ils survivent par leur travail et leur avarice ; Mme Lorilleux n'aime pas Gervaise, qu'elle surnomme « la Banban » ; elle est jalouse de cette belle-sœur qui parvient à s'établir dans un commerce ; les Lorilleux refusent d'aider Gervaise lorsque celle-ci sombre dans la misère.
- Maman Coupeau : mère de Coupeau ; lorsqu'elle ne peut plus subvenir à ses besoins, les Lorilleux ne voulant pas l'aider, elle est recueillie par Gervaise et Coupeau ; au fil du roman, c'est elle qui va au mont-de-piété mettre en gage les biens du ménage ; cancanière, elle reste chez Gervaise et Coupeau jusqu'à sa mort.
- Virginie Poisson : sœur d'Adèle pour qui Lantier abandonne Gervaise et ses enfants ; Virginie et Gervaise se battent au lavoir, dans une scène furieuse, au début du roman ; plus tard, c'est Virginie qui rachète la boutique de Gervaise pour s'y installer dans l'épicerie fine ; elle emploie alors Gervaise qui, pour survivre, est prête à toutes les besognes. Virginie s'est mariée à l'agent de police Poisson mais deviendra à son tour la maîtresse de Lantier.
- Mme Lerat : sœur de Coupeau et de Mme Lorilleux ; elle travaille chez une fleuriste qui accepte de prendre Nana comme employée.
- Augustine : apprentie blanchisseuse à la boutique de Gervaise ; dans tout le roman, elle est désignée par « ce louchon d'Augustine », sans doute à cause d'un fort strabisme.
- La grande Clémence et Mme Putois : ouvrières de Gervaise. La première est assez délurée.
- Bibi-la-Grillade : ouvrier tanneur, alcoolique ; il est le témoin de Coupeau pour son mariage.
- Bec-Salé, dit « Boit-Sans-Soif » : forgeron travaillant dans la même forge que Goujet ; alcoolique.
- Mes-Bottes : gros mangeur, compagnon de boisson de Coupeau. À la fin du roman, il se mariera avec une ancienne prostituée, dont il boira le magot.
- Les Boche : concierges de la maison ouvrière de la rue de la Goutte-d'Or. Elle cancanière et lui coureur de jupon, ils se fâchent et se raccommodent avec leurs locataires à plusieurs reprises.
- Le père Colombe : tenancier du débit de boissons L'Assommoir.
- Le père Bazouge : croque-mort qui enterrera Gervaise ; habitant dans l'immeuble des Lorilleux, il est en quasi-permanence ivre, ne respecte que rarement le protocole et effraie Gervaise.
- Adèle : sœur de Virginie ; pour être avec elle, Lantier quitte Gervaise.
- Le père Bru : vieil homme très pauvre, habitant dans l'immeuble des Lorilleux. Il mourra de faim dans le réduit où habitera Gervaise.
- Eulalie Bijard, dite Lalie : fille d'un serrurier alcoolique ; encore enfant, meurt, comme sa mère peu de temps auparavant, sous les coups de son père, alors qu'elle élève son petit frère et sa petite sœur.

### Remarques
Jacques Lantier, personnage principal de La Bête Humaine, est également le fils de Gervaise et Auguste Lantier. Cependant, il n'apparaît pas dans le roman. En effet, Etienne devait initialement occuper le rôle de Jacques dans la Bête Humaine, mais Zola considère que le caractère du personnage ne convient pas et il en fait le héros de Germinal. Il crée alors artificiellement le personnage de Jacques. On note cependant que Zola s'efforce de ne pas trop faire paraître cet ajout. En effet, il établit que Jacques n'est jamais venu à Paris avec Gervaise et Auguste, mais est resté avec sa tante Phasie.

## Commentaires

### Préparation et origines

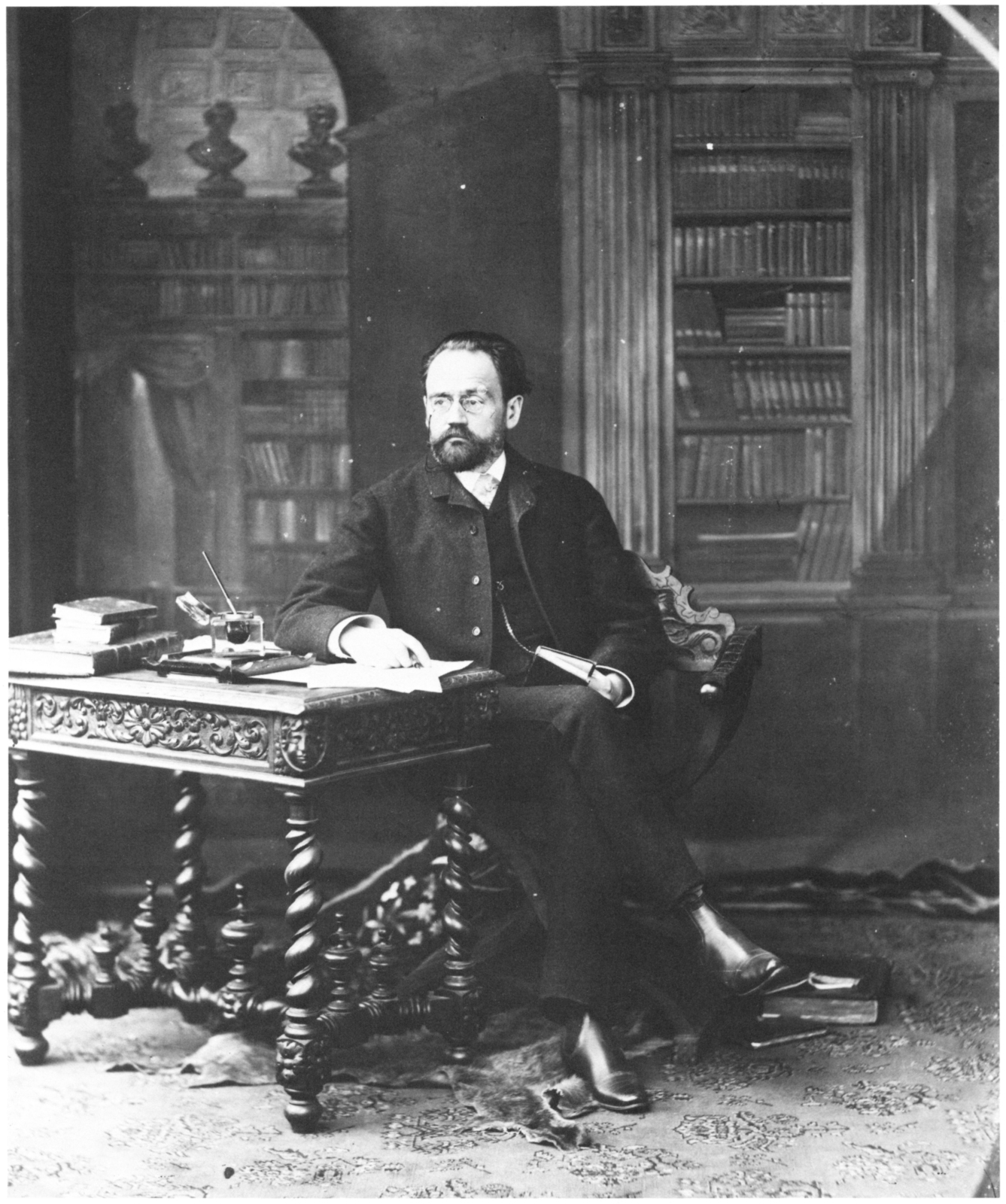
Émile Zola, l'auteur, photographié par Nadar.

Dans L'Assommoir, Zola manifeste sa volonté de montrer la réalité des milieux ouvriers. C’est un monde qu’il a côtoyé dans sa jeunesse, lorsque sa mère et lui se sont installés à Paris, vivant modestement dans une seule pièce, ou lorsqu’il a travaillé aux docks puis à la librairie Hachette, entre 1860 et 1865, avant qu’il commence à collaborer à des journaux qui lui permettront de changer de domicile. Cette partie de la population est alors très peu représentée dans la littérature, ou seulement de manière idéalisée. Zola souhaite décrire les choses telles qu’elles sont. Ainsi, il affirme que « ce serait faire preuve de courage que de dire la vérité et de réclamer, par l’exposition franche des faits, de l’air, de la lumière et de l’instruction pour les basses classes ». Son projet se révèle donc selon lui la « peinture d’un ménage d’ouvriers à notre époque. Drame intime et profond de la déchéance du travailleur parisien sous la déplorable influence du milieu des barrières et des cabarets ». Comme à son habitude, Zola écrit un épais dossier préparatoire dans lequel il consigne, entre autres, quantités d’informations sur le quartier de la Goutte-d’Or où il situe l’action.
Certains prétendent que c'est à l'auberge de la mère Antony, à Bourron-Marlotte, qu'Émile Zola écrivit L'Assommoir. Aucun élément ni aucune archive ne permettent à ce jour de confirmer cette affirmation. L'auberge de la mère Antony a été détruite en 1881 pour permettre la construction d'un autre bâtiment. Il subsiste néanmoins l'ancienne cave de l'auberge, et quasi à l'emplacement de l'ancien rendez-vous des artistes et des écrivains se tient actuellement le restaurant La Marlotte.

### Explication du titre
Le sujet principal traité par le livre est le malheur causé par l'alcoolisme. Dans le roman, un des principaux lieux de débauche est L'Assommoir, débit de boissons tenu par le père Colombe. Le nom du marchand de vin est ironique, la colombe étant symbole de paix alors que le cafetier et ses boissons apportent la violence et le malheur chez ses clients. Au milieu du café, trône le fameux alambic, sorte de machine infernale dont le produit, un alcool frelaté, assomme ceux qui en boivent. C'est cette machine qui va chaque fois enlever un peu plus de bonheur à Gervaise. Au fil du roman, l'alambic devient le monstre dévorant ses victimes : d'abord Coupeau, puis Gervaise elle-même qui, ruinée, devra vendre son commerce — sa réussite —, puis sombrera dans la misère pour finalement mourir de faim. « Gervaise est représentative de toute une classe sociale dont Zola brosse le portrait littéraire et scientifique. Le monde ouvrier que donne à voir Zola est un monde de misère si réaliste que l’on croirait pouvoir le toucher du bout des doigts. »

### Place deL'AssommoirdansLes Rougon-Macquart
L'Assommoir est le septième roman de la fresque Les Rougon-Macquart. Ce roman à scandale est le premier qui traite la condition ouvrière au XIXe siècle. Le personnage principal, Gervaise, est la fille d’Antoine Macquart et de Joséphine Gavaudan. Elle est la sœur de Jean et Lisa Macquart. Cependant, ces informations ne peuvent être connues par la seule lecture du roman, mais par l'arbre généalogique publié par Zola et par le premier roman de la série, La Fortune des Rougon. Dans celui-ci, on trouve, entre autres, des explications sur l'infirmité de Gervaise (alcoolisme d'Antoine Macquart et violence vis-à-vis de sa femme, enceinte de Gervaise), ainsi qu'un début de description du penchant de Gervaise pour l'alcool, buvant de l'anisette avec sa mère. L'action de L'Assommoir commence après que Lantier eut emmené Gervaise et leurs enfants à Paris. Très peu de passages mentionnent la vie de Gervaise en province, à Plassans, et presque rien n'est dit de sa famille, si ce n'est qu'elle aurait une sœur charcutière à Paris, Lisa Macquart, qui est un personnage important dans Le Ventre de Paris.

### Thèmes principaux

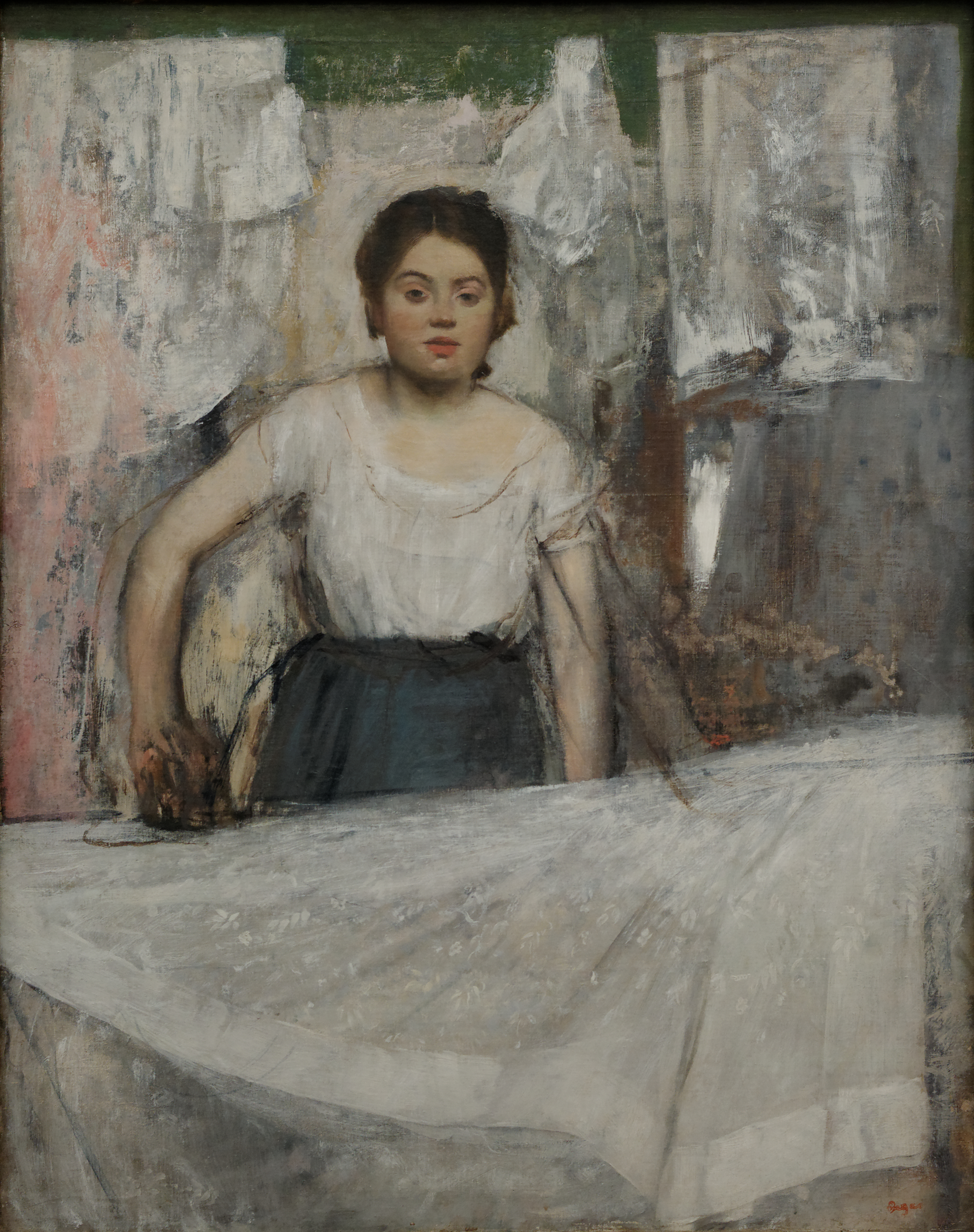
La Repasseuse, Edgar Degas (vers 1869), Neue Pinakothek (Munich).

Dans L'Assommoir, Zola décrit la vie de la classe ouvrière, au jour le jour, dans un grand souci de vérité. Le réalisme du tableau donne toute sa force à la dénonciation de la misère du peuple. Pour Zola, « c’est de la connaissance seule de la vérité que pourra naître un état social meilleur ». Les ravages de l’alcoolisme sont au cœur du récit, thème que Zola s’attache à creuser, noircissant même, selon certains, la réalité. L’auteur dépeint la diversité du monde ouvrier : diversité des métiers, diversité des types d’ouvriers. Repasseuses, blanchisseuses, cardeuses, chaînistes, boulonniers, zingueurs, serruriers apparaissent, entre autres, dans le quartier de la Goutte-d’Or, et parmi eux de bons ouvriers (Goujet), de beaux parleurs et profiteurs (Lantier), des alcooliques (Coupeau, Bibi-la-Grillade), de vieux ouvriers abandonnés (le père Bru).
Leur travail présente diverses facettes, et toutes ne sont pas noires : certes le linge que nettoient Gervaise et ses ouvrières porte une crasse sordide, certes la machine à forger les boulons prendra la place des forgerons, mais il n’en demeure pas moins que Gervaise est heureuse dans sa boutique et que Goujet manie le marteau avec noblesse. Zola montre des ouvriers fiers de leur ouvrage mais il dénonce l’impasse sociale dans laquelle ils se trouvent. Parmi les scènes de misère, un des sommets est atteint avec le martyre des enfants Bijard : le père, ivrogne, tue sa femme d’un coup de pied au ventre ; Lalie, leur fille aînée, élève son frère et sa sœur ; malade, elle meurt des sévices infligés par son père.

### Accueil du livre
Le roman paraît en feuilleton dans le journal républicain radical Le Bien public à partir du 13 avril 1876 et soulève immédiatement une salve de critiques. Zola est traité de communard. Cependant, les relations entre Zola et Le Bien public se détériorent : l'auteur se plaint que sa prose soit censurée et le journal aurait souhaité une peinture plus favorable du monde ouvrier. Un retard de Zola dans la livraison sert de prétexte à l'arrêt de la parution à la fin du sixième chapitre. La suite de la publication est assurée par la revue littéraire La République des lettres mais la salve de critiques se poursuit, caricatures, attaques en règle dans Le Figaro où l'œuvre est traitée de « pornographie », et dans Le Gaulois où l'on parle de « turpitude » et de « style qui pue ». Zola se défend : « On n'attaque bien le mal qu'avec un fer rouge », écrit-il au Figaro. Les pouvoirs publics s'en mêlent. Sous la pression du procureur de la République de Melun, la publication est interrompue momentanément.
Quand le roman paraît en volume en janvier 1877, il est interdit de vente dans les gares. La bataille reprend de plus belle. Dans le journal Le Télégraphe, le 16 mars 1877, Auguste Dumont accuse Émile Zola d’avoir plagié le livre de Denis Poulot publié en 1870, Le Sublime ou le Travailleur comme il est en 1870 et ce qu’il peut être. Zola s’est effectivement servi de ce livre, ainsi que du Dictionnaire de la langue verte d’Alfred Delvau comme sources et pour enrichir son vocabulaire. Mais ce ne sont que deux des très nombreux ouvrages qu’il a utilisés pour bâtir son roman, appuyant celui-ci sur une recherche documentaire très riche.
Dans sa critique, Henry Houssaye compare le roman naturaliste aux sculptures anatomiques de Jules Talrich : « On pourrait comparer L'Assommoir à un musée anatomique. Si exactes et si curieuses que soient les figures de cire de M. Talrich, ce n'est point là de l'art. Il en est ainsi de L'Assommoir, qui appartient moins à la littérature qu'à la pathologie. »
La droite reproche à L’Assommoir son « écœurante malpropreté » et la gauche l’accuse de salir le peuple, de ne présenter de l’ouvrier que ses mauvais côtés. Victor Hugo s'indigne : « Vous n'avez pas le droit de nudité sur la misère et le malheur. » Dans sa préface, Zola défend son œuvre contre l’une et l’autre : « J’ai voulu peindre la déchéance fatale d’une famille ouvrière, dans le milieu empesté de nos faubourgs. Au bout de l’ivrognerie et de la fainéantise, il y a le relâchement des liens de la famille, les ordures de la promiscuité, l’oubli progressif des sentiments honnêtes, puis comme dénouement la honte et la mort. C’est de la morale en action, simplement. L’Assommoir est à coup sûr le plus chaste de mes livres. »
S’il fait scandale, le livre connaît également un immense succès. Il vaut à Zola de nombreux soutiens et lui procure enfin une certaine aisance financière. L’Assommoir se révèle un des plus grands succès de librairie de l’époque.

## Citations

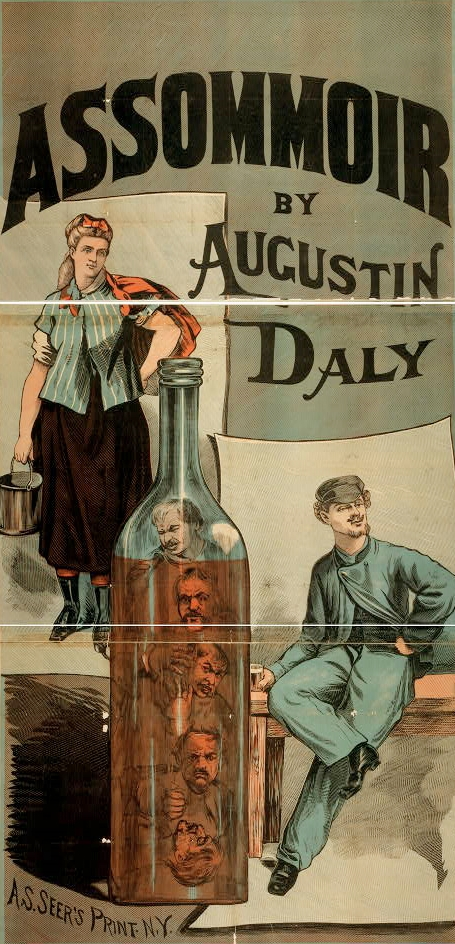
Affiche d’une adaptation théâtrale américaine de 1879 de L'Assommoir par Augustin Daly.

- « Gervaise avait attendu Lantier jusqu'à deux heures du matin. Puis, toute frissonnante d'être restée en camisole à l'air vif de la fenêtre, elle s'était assoupie, jetée en travers du lit, fiévreuse, les joues trempées de larmes. » (Incipit.)
- « Ça ne promet pas beaucoup de bonheur », dit Gervaise lorsque, ensemble, avec Coupeau, ils annoncent leur mariage aux Lorilleux.
- L'idéal de Gervaise, tel qu'elle le décrit à Coupeau avant leur mariage : « Mon idéal, ce serait de travailler tranquille, de manger toujours du pain, d’avoir un trou un peu propre pour dormir, […] un lit, une table et deux chaises, pas davantage […] ; je voudrais aussi élever mes enfants, en faire de bons sujets, si c’était possible. »
- « Un matin, comme ça sentait mauvais dans le corridor, on se rappela qu'on ne l'avait pas vue [Gervaise] depuis deux jours ; et on la découvrit déjà verte, dans sa niche. »
- Dans sa préface, Zola indique : « Et il ne faut point conclure, que le peuple tout entier est mauvais, car mes personnages ne sont pas mauvais, ils ne sont qu’ignorants et gâtés par le milieu de rude besogne et de misère où ils vivent[2]. »

## Adaptations
- En 1879, deux ans après sa parution, L'Assommoir est adapté au théâtre par William Busnach et Octave Gastineau[24], avec l'aide de Zola. La première a lieu le 18 janvier 1879 et connaît un vif succès. Créé au théâtre de l'Ambigu-Comique, le spectacle donne lieu à 254 représentations successives, une traduction immédiate en anglais et des reprises très régulières jusqu'en 1933[25]. On apprécie notamment le « tableau du lavoir », avec la fessée à coups de battoir, violente bagarre opposant Gervaise à Virginie.
- Il y eut également par la suite de nombreuses adaptations au cinéma, celles d'Albert Capellani en 1909, de David Wark Griffith en 1931, de Gaston Roudès en 1933, la plus célèbre étant sans doute Gervaise de René Clément sortie en 1956.
- 1933 : adaptation réalisée par Gaston Roudès, avec Line Noro et Daniel Mendaille. L'Américain David W. Griffith réalise en 1931 son second et dernier film parlant intitulé The Struggle inspiré du roman de Zola, mais il change les noms français des personnages pour des noms à consonance anglo-saxonne.
- 1972 : Zapandnia (L'Assommoir), film soviétique.
- 1995 : Gervaise Macquart, opéra de Giselher Klebe.
- 2022 : L'Assommoir, bande dessinée d'Emmanuel Moynot (dessins), Mathieu Solal et Xavier Bernoud (textes), éditions Les Arènes BD.